# Челсі з льодом
Челсі з льодом (англ. Chelsea on the Rocks) — документальний фільм 2008 року режисера Абеля Феррари.

## Сюжет
12-поверховий готель на 250 номерів був побудований у 1883 році як перший кооперативний будинок на Манхеттені і залишався найвищою будівлею Нью-Йорка до 1902, а в готель була переобладнана в 1905 році. Колись вона вважалася недосяжною, неприступною вежею для письменників, художників, музикантів і різних оригіналів, але зараз якась керуюча компанія, що демонструє кричущу зневагу до її чудової історії, заявила, що перетворить її в торговий центр.

## У ролях
- Віто Аккончі
- Дональд Бечлер
- Стенлі Бард
- Сатіма Бея Бенжамін
- Джемі Бурк
- Іра Коен
- Шеррі Косовіч
- Роберт Крамб
- Джанкарло Еспозіто
- Абель Феррара
- Мілош Форман
- Адам Голдберг
- Габі Гоффманн
- Денніс Гоппер
- Грейс Джонс
- Алін Комінскі
- Шенін Лі
- Кейтлін Менер
- Роберт Оппель
- Біжу Філліпс
- Елізабет Паг
- Крісті Скотт Кешман
- Артур Вайнштейн
- Вільям Берроуз
- Квентін Крісп
- Волтер Кронкіт
- Джеррі Гарсія
- Ітан Гоук
- Дженіс Джоплін
- Ленс Лауд
- Рокетс Редглер
- Сід Вішес
- Енді Ворхол